# Lista de prefeitos de São Caetano do Sul
Esta é a lista de prefeitos e vice-prefeitos da cidade de São Caetano do Sul, cidade localizada na Região do grande ABC, situada no estado brasileiro de São Paulo.
O cargo de prefeito foi criado em 11 de abril de 1835, pela assembleia provincial paulista, em reação aos amplos poderes conferidos pelo Código de Processo Criminal de 1832 às câmaras municipais. Seguiram o exemplo paulista seis províncias do nordeste brasileiro (Alagoas, Ceará, Maranhão, Paraíba, Pernambuco e Sergipe).
Sob a vigente ordem constitucional, essa designação é dada ao funcionário público do Poder Executivo municipal, que exerce seu cargo em função de uma legislatura (mandato), sendo para tanto eleito a cada quatro anos, podendo ser reeleito por mais 4 anos (segundo mandato).
Funções
O poder executivo municipal chefia a administração e comanda os serviços públicos, tendo como comandante o prefeito.
A partir da constituição brasileira de 1934, o cargo de prefeito passou a ser o único, em todo o Brasil, ao qual estão atribuídas as funções de chefe do poder executivo do governo local, em simetria aos chefes dos executivos da União e do estado, portanto, em forma monocrática. Este texto quer dizer que deverá haver harmonia e integração de ação entre as esferas envolvidas sem a intervenção de uma na outra, exceto nos casos previstos na Constituição Federal.
Eleições
O prefeito é eleito por sufrágio universal, secreto, direto, em pleito simultâneo em todo o País, realizado a cada quatro anos, no primeiro domingo de outubro.
E trinta dias após tem lugar o segundo turno, se o eleito em primeiro lugar não atingir 50% dos votos válidos mais um voto, no caso de municípios com mais de duzentos mil eleitores.
Conforme a legislação eleitoral atual no Brasil para tornar-se elegível, exige-se uma série de requisitos;
- Possuir nacionalidade brasileira ou portuguesa (neste caso, o cidadão português deve se encontrar amparado pelo Estatuto de Igualdade entre Portugueses e Brasileiros),
- Título de eleitor em dia e estar em gozo pleno do exercício dos direitos políticos,
- Domicilio eleitoral na circunscrição na qual o candidato se apresenta,
- Filiação partidária,
- Ser alfabetizado (tópico invalidado pela atual constituição brasileira de 1988),
- Desincompatibilização de cargo público — Se ocupa um cargo público deve sair seis meses antes das eleições e voltar caso possa só após seis meses ao pleito eleitoral,
- Renúncia de outro mandado até seis meses antes do pleito e não ser parente afim ou consangüíneo, até segundo grau, ou cônjuge de titular de cargo eletivo; pode, entretanto, ser candidato à reeleição (artigo 14 da Constituição),
- Ter idade mínima de 21 anos.

| Nº | Nome                      | Imagem                         | Partido                                          | Vice-prefeito                 | Início do mandato          | Fim do mandato                                  | Observações                                                                    |
| 1  | Ângelo Raphael Pellegrino |                                | Partido Social Progressista PSP                  | —                             | 3 de abril de 1949         | 3 de abril de 1953                              | Prefeito eleito em sufrágio universal                                          |
| 2  | Anacleto Campanella       |                                | União Democrática Nacional UDN                   | Jacob João Lorenzini          | 4 de abril de 1953         | 3 de abril de 1957                              | Prefeito e vice eleitos em sufrágio universal                                  |
| 3  | Oswaldo Samuel Massei     |                                | Partido Trabalhista Brasileiro PTB               | Lauro Garcia                  | 4 de abril de 1957         | 3 de abril de 1961                              | Prefeito e vice eleitos em sufrágio universal                                  |
| 4  | Anacleto Campanella       |                                | Partido Social Democrático PSD                   | Lauro Garcia                  | 4 de abril de 1961         | 3 de abril de 1965                              | Prefeito e vice eleitos em sufrágio universal                                  |
| 5  | Walter Braido             |                                | Aliança Renovadora Nacional ARENA                | Odilon Souza Melo             | 4 de abril de 1965         | 3 de abril de 1969                              | Prefeito e vice eleitos em sufrágio universal                                  |
| 6  | Oswaldo Samuel Massei     |                                | Movimento Democrático Brasileiro MDB             | Antonio Russo                 | 4 de abril de 1969         | 31 de janeiro de 1973                           | Prefeito e vice eleitos em sufrágio universal                                  |
| 7  | Walter Braido             |                                | Aliança Renovadora Nacional ARENA                | Argemiro Barros Araújo        | 1º de fevereiro de 1973    | 31 de janeiro de 1977                           | Prefeito e vice eleitos em sufrágio universal                                  |
| 8  | Raimundo da Cunha Leite   |                                | Movimento Democrático Brasileiro MDB             | João Dal'Mas                  | 1º de fevereiro de 1977    | 15 de maio de 1982                              | Prefeito e vice eleitos em sufrágio universal cujo titular renuncia ao mandato |
| 9  | João Dal'Mas              |                                | Partido do Movimento Democrático Brasileiro PMDB | —                             | 15 de maio de 1982         | 31 de janeiro de 1983                           | Vice-prefeito eleito no cargo efetivo em função da renuncia do titular         |
| 10 | Walter Braido             |                                | Partido Trabalhista Brasileiro PTB               | Lavinho Carvalho              | 1º de fevereiro de 1983    | 31 de dezembro de 1988                          | Prefeito e vice eleitos em sufrágio universal                                  |
| 11 | Luiz Olinto Tortorello    |                                | Partido Trabalhista Brasileiro PTB               | João Tessarini                | 1º de janeiro de 1989      | 31 de dezembro de 1992                          | Prefeito e vice eleitos em sufrágio universal                                  |
| 12 | Antônio José Dall'Anese   |                                | Partido Trabalhista Brasileiro PTB               | Iliomar Darronqui             | 1º de janeiro de 1993      | 31 de dezembro de 1996                          | Prefeito e vice eleitos em sufrágio universal                                  |
| 13 | Luiz Olinto Tortorello    |                                | Partido Trabalhista Brasileiro PTB               | Sílvio Torres                 | 1º de janeiro de 1997      | 31 de dezembro de 2000                          | Prefeito e vice eleitos em sufrágio universal                                  |
| 13 | Luiz Olinto Tortorello    | 1º de janeiro de 2001          | Partido Trabalhista Brasileiro PTB               | Sílvio Torres                 | 17 de dezembro de 2004     | Prefeito e vice reeleitos em sufrágio universal |                                                                                |
| 14 | Silvio Torres             |                                | Partido Trabalhista Brasileiro PTB               | —                             | 17 de dezembro de 2004     | 31 de dezembro de 2004                          | Vice-prefeito assumiu como prefeito após o falecimento do titular              |
| 15 | José Auricchio Júnior     |                                | Partido Trabalhista Brasileiro PTB               | Walter Figueira Júnior (PTB)  | 1º de janeiro de 2005      | 31 de dezembro de 2008                          | Prefeito e vice eleitos em sufrágio universal                                  |
| 15 | José Auricchio Júnior     | 1º de janeiro de 2009          | Partido Trabalhista Brasileiro PTB               | Walter Figueira Júnior (PTB)  | 31 de dezembro de 2012     | Prefeito e vice reeleitos em sufrágio universal |                                                                                |
| 16 | Paulo Nunes Pinheiro      |                                | Partido do Movimento Democrático Brasileiro PMDB | Lúcia Dal'Mas (PMDB)          | 1º de janeiro de 2013      | 31 de dezembro de 2016                          | Prefeito e vice eleitos em sufrágio universal                                  |
| 17 | José Auricchio Júnior     |                                | Partido da Social Democracia Brasileira PSDB     | Roberto Luiz Vidoski (PSDB)   | 1º de janeiro de 2017      | 31 de dezembro de 2020                          | Prefeito e vice eleitos em sufrágio universal                                  |
| -  | Tite Campanella           |                                | Cidadania                                        | —                             | 1º de janeiro de 2021      | 22 de dezembro de 2021                          | Presidente da Câmara Municipal na condição de Prefeito interino                |
| 17 | José Auricchio Júnior     |                                | Partido da Social Democracia Brasileira PSDB     | Carlos Humberto Seraphim (PL) | 23 de dezembro de 2021     | 31 de dezembro de 2024                          | Prefeito reeleito e vice eleito em sufrágio universal                          |
| 17 | José Auricchio Júnior     | Partido Social Democrático PSD |                                                  | Carlos Humberto Seraphim (PL) | 23 de dezembro de 2021     | 31 de dezembro de 2024                          | Prefeito reeleito e vice eleito em sufrágio universal                          |
| 18 | Tite Campanella           |                                | Partido Liberal PL                               | Regina Maura (PSD)            | desde 1 de Janeiro de 2025 | desde 1 de Janeiro de 2025                      | Prefeito e vice eleitos em sufrágio universal                                  |